# Franz Wickhoff
Franz Wickhoff (7. května 1853 Steyr – 6. duben 1909 Benátky) byl rakouský historik umění a čelný představitel takzvané první Vídeňské školy dějin umění.

## Život
Franz Wickhoff se narodil ve vážené rodině v hornorakouském Steyru. Jeho otec Franz Wickhoff starší (1827–1885) byl politikem a zasedal v Říšské radě a Hornorakouském zemském sněmu. Přestože původně inklinoval spíše k přírodním vědám, rozhodl se nakonec zapsat na Vídeňskou univerzitu, kde v letech 1874–1879 studoval Institut für österreichische Geschichtsforschung. V této době zde působili dva významní zakladatelé takzvané první Vídeňské školy dějin umění Moriz Thausing a Rudolf Eitelberger, kteří zde mimo jiné nově prosazovali kritickou práci s historickými prameny; kromě těchto progresivních metod na Wickhoffa silně zapůsobila klasická archeologie.
Východiskem jeho práce však zůstalo znalectví, opřené zejména o analytickou metodu Giovanni Morelliho, kterou považoval za exaktní a spolehlivou techniku. Tyto výrazné podněty ovlivnily také jeho disertaci na téma Eine Zeichnung Dürers nach der Antike (Dürerova kresba podle antiky), kterou v roce 1880 obhájil u Mauritze Thausinga. Bezprostředně po studiích nastoupil jako kustod textilní sbírky k Rudolfu Eitelbergerovi do vídeňského uměleckoprůmyslového muzea (Österreichischen Museum für Kunst und Industrie), kde působil až do roku 1895. To mu však nebránilo v akademické kariéře; v roce 1882 získal titul soukromého docenta, v roce 1885 byl jmenován mimořádným a o šest let později v roce 1891 řádným profesorem dějin umění na Vídeňské univerzitě. Po svém nástupu na univerzitu se vzdal místa v muzeu a začal se naplno věnovat přednáškám a publikační činnosti. Jeho nekonvenční přednášky, v nichž ostře odmítal „úpadkové“ epochy dějin umění a provokativně srovnával staré mistry se soudobým uměním (proslul jako nadšený propagátor impresionismu a secese), vzbudily mimořádný zájem o dějiny umění u široké veřejnosti. Spolu se svým kolegou Aloisem Rieglem vytvořil z vídeňské katedry dějin umění špičkové vědecké pracoviště, jehož metodologické zásady ovlivňují výrazně dějiny umění dodnes. Jako svého nástupce si Wickhoff vybral mladého českého historika Maxe Dvořáka, kterého zásadně podporoval v jeho profesním i soukromém životě; v ostré polemice na stránkách vídeňského tisku se ho například zastal během veřejných skandálů po jmenování řádným profesorem. Franz Wickhoff zemřel po delší nemoci v roce 1909 při jedné ze svých četných návštěv oblíbených Benátek; pohřben je na tamním ostrovním hřbitově Cimitero San Michele. Mezi jeho žáky se kromě Maxe Dvořáka řadí také Hans Tietze nebo Julius Schlosser.

## Dílo
Ve svých dílech Wickhoff prosazoval přísně vědecké, exaktní metody, které měly v dějinách umění nahradit estétskou filozofii a diletantské blouznění. Jako proslulý znalec umění se opíral zejména o experimentální metodu italského lékaře a znalce umění Giovanni Morelliho, který rozeznával autorství jednotlivých obrazů podle fyziognomických detailů jako je nos, uši, rty nebo prsty. Morelliho metoda se stala spolu s kritikou historických pramenů a srovnávací ikonografií hlavní metodou moderního uměleckohistorického bádání. Klíčovým dílem Franze Wickhoffa se stala obsáhlá studie Wiener Genesis (Vídeňská Genese) z roku 1895, řešící problém pozdně antického iluminovaného kodexu z vídeňské Nationalbibliotek. Prostřednictvím východisek soudobého impresionismu se pokusil dokázat, že iluzionistický styl navazuje zcela plynule na zlaté období římského umění. Zcela tak zpochybnil dosavadní představy o vrcholných a úpadkových fázích antického umění a dosud chápanou neoriginální imitaci rehabilitoval na samostatný umělecký projev. Přestože nebyl odborníkem na antické umění (dnes je Wiener Genesis považována za syrskou práci z 6. století), svojí argumentací narušil jednou pro vždy dosavadní řazení po sobě jdoucích ohraničených stylů a místo nich navrhl plynulou linii vzájemně prolnutých uměleckých tendencí. Těmito vlivnými myšlenkami otevřel široké pole bádání v dosud neprobádaných uměleckých obdobích, jako byl například manýrismus (za benátskými mistry cinquecenta podnikal v závěru života studijní cesty společně s Maxem Dvořákem). Kromě svých vědeckých prací publikoval Wickhoff po celý život značné množství novinových a časopiseckých recenzí, polemik, teoretických úvah, prostřednictvím kterých seznamoval odbornou veřejnost s metodologickými zásadami Vídeňské školy dějin umění.

## Výběr děl
- Die italienischen Handzeichnungen der Albertina (Italské kresby v Albertině), in: Jahrbuch der kunsthistorischen Sammlungen des Allerhöchsten Kaiserhauses, 12, 1891 und 13, 1892
- Die Wiener Genesis (Vídeňská Geneze), hrsg. von Wilhelm von Hartel und Franz Wickhoff, in: Jahrbuch der kunsthistorischen Sammlungen des Allerhöchsten Kaiserhauses, 15/16, 1895; Neudr. Graz 1970
- Über die historische Einheitlichkeit der gesamten Kunstentwicklung (O historické jednotě celkového uměleckého vývoje), in: Festgaben für Büdinger, Innsbruck 1898
- Kunstgeschichtliche Anzeigen (Uměleckohistorická oznámení), hrsg. von Franz Wickhoff, Innsbruck 1904–1909
- Beschreibendes Verzeichnis der illuminierten Handschriften in Österreich (Soupis iluminovaných rukopisů v Rakousku ve 2. svazcích), 2 Bde., Leipzig 1905
- Die Schriften Franz Wickhoffs, (Spisy Franze Wickhoffa, editované Maxem Dvořákem) hrsg. von Max Dvořák, 2 Bde., Berlin 1912-1913